# زمستان ۵۴، ابه پیر
زمستان ۵۴، ابه پیر (فرانسوی: Hiver 54, l'abbé Pierre‎) فیلمی فرانسوی به کارگردانی «دونی آمار» است که در سال ۱۹۸۹ منتشر شد. روبر هیرش بابت هنرنمایی‌اش در این فیلم برندهٔ جایزه سزار بهترین بازیگر نقش مکمل مرد در سال ۱۹۹۰ شد.

## بازیگران
- لمبرت ویلسون در نقش ابه پیر
- کلودیا کاردیناله
- روبر هیرش
- ولادیمیر یوردانف
- فیلیپ لروآ
- لورن ترزیف